# Jarenszk
Jarenszk (oroszul: Яренск) falu Oroszország Arhangelszki területén, a Lenai járás székhelye.
Lakossága: 3660 fő (a 2010. évi népszámláláskor).

## Elhelyezkedése
Az Arhangelszki terület keleti peremén, Arhangelszktől 1011 km-re, a Vicsegda és a Jarenga folyók egyesülése közelében, a Kizsmola folyó partján terül el. A legközelebbi vasútállomás a 24 km-re lévő Mezsog (Komiföld).
A Kotlasz–Szolvicsegodszk–Jarenszk közút elsőrendű fontosságú, mivel a járási székhelyt csak ez az út köti össze az Arhangelszki terület más vidékeivel és központjával.

## Története
A Vicsegda alsó folyásának egyik legrégebb települése. Neve a Jarenga folyó nevéből származik. Írott forrás először az 1384. évnél említi (Jerenszkij gorodok). A 13–15. században a Vicsegda is része volt a Velikij Usztyug (Velikij Uszty-Jug) városból kiinduló, az Urálon át Észak-Ázsiába vezető hosszú víziútnak.
1606-tól kezdve Jarenszk egy hatalmas kiterjedésű ujezd székhelye és kereskedelmi központ volt. A 17. század elején még a Vicsegda partján helyezkedett el, de a folyó árvizei alámosták falait, és 1635-ben a városkát átköltöztették a Kizsmola torkolatához. 1780-ban városi rangot kapott.
A 19. század végén, a rendszeres gőzhajójáratok kezdetekor ez a hely fontos kikötő volt. A medrét gyakran változtató Vicsegda azonban fokozatosan távolodott: az 1960-as évek elején 3 km-re, a század végén már 5-7 km-re folyt Jarenszktől.
A Lenai járást 1924-ben alapították. Kezdetben Lena falut jelölték ki székhelynek, de ott hiányoztak a hivatalok ellátáshoz szükséges épületek, ezért a járási székhely a korábbi ujezd székhelye, vagyis Jarenszk lett. Maga a járás csak 1937 óta tartozik az Arhangelszki területhez.